# Ada Sari
Pour les articles homonymes, voir Ada et Sari.
Ada Sari, née le 29 juin 1886 et morte le 12 juillet 1968, est une chanteuse lyrique, actrice et éducatrice polonaise. L'une des principales sopranos colorature de sa génération, elle possédait une voix large et résonnante avec un timbre clair. Sa carrière l'a emmenée sur la scène des meilleurs opéras et salles de concert d'Europe au cours de la première moitié du XXe siècle. Parmi ses rôles marquants figurent Gilda dans Rigoletto, Mimi dans La Bohème, Rosina dans Le Barbier de Séville, Violetta dans La traviata, et les rôles-titres dans Lakmé (Lakmé) et Lucia di Lammermoor. Elle a également donné des tournées de concerts en Amérique du Nord et du Sud.
Sari jouit d'une grande popularité auprès du public et de la critique, et la presse italienne la surnomma « La reine de la colorature » et « la nouvelle Patti ». Au cours de sa carrière, elle apparaît en face de nombreux chanteurs célèbres, dont Mattia Battistini, Beniamino Gigli, Aureliano Pertile, Titta Ruffo et Tito Schipa pour n'en nommer que quelques-uns. Elle a collaboré avec de nombreux chefs d'orchestre renommés comme Serge Koussevitzky, Tullio Serafin, et Arturo Toscanini. Elle se produit également en concert avec de nombreux interprètes renommés, tels que Fritz Kreisler, Wilhelm Backhaus, et Pablo Casals.

## Biographie
Née sous le nom de Jadwiga Szayer à Wadowice, Sari était la fille d'Edward Szayer, un avocat bien connu, et de son épouse Franciszka (Frances). Quand elle avait trois ans, elle a déménagé avec sa famille à Stary Sącz, où son père a ouvert un cabinet d'avocats et a finalement été maire pendant dix-sept ans. Après ses études primaires, elle a étudié la théorie musicale et le chant en privé à Cieszyn et Cracovie. En 1905, elle est admise dans une école de musique privée à Vienne, dirigée par la comtesse Pizzamano. De 1907 à 1909, elle étudie à Milan avec Antonio Rupnick.
Sari a fait ses débuts professionnels à l'opéra en 1909 avec Marguerite dans Faust de Charles Gounod au Teatro Nazionale à Rome. Elle a passé les trois années suivantes à se produire dans de grands opéras italiens comme La Scala, au Teatro Comunale di Bologna, La Fenice et le Teatro della Pergola. Entre 1912 et 1914, elle remporte de grands succès au Teatro Lirico Giuseppe Verdi, au Teatro Donizetti di Bergamo, au Teatro Dal Verme, au Teatro Regio di Parma, au Teatro del Giglio, l'opéra de Brescia et le Teatro di San Carlo. Elle a été beaucoup admirée en tant que Berthe dans Le prophète de Giacomo Meyerbeer et Arsena dans Le Baron Tzigane. Elle a également chanté Santuzza dans Cavalleria rusticana de Mascagni et Nedda dans Pagliacci de Leoncavallo, sous la direction de leurs compositeurs respectifs à Alexandrie.
Au début de 1914, Sari a donné une représentation très louangée du titre d'héroïne dans Thaïs de Jules Massenet au Grand Théâtre de Varsovie. Elle est également apparue dans ce lieu comme Tamara dans Le Démon d'Anton Rubinstein avec Mattia Battistini dans le rôle-titre. Au printemps 1914, Sari entreprend une longue tournée de concerts en Russie avec un groupe de chanteurs italiens, dont des séjours prolongés à Moscou et Saint-Pétersbourg pour des spectacles d'opéra au théâtre Mariinsky et Théâtres Bolchoï. La tournée, qui a débuté à Varsovie, s'est également arrêtée à Lemberg, Kiev, et Cracovie.
Pendant la tournée de Sari, la Première Guerre mondiale a éclaté et la soprano a décidé d'accepter un contrat à l'Opéra d'État de Vienne à l'automne 1914, car cette ville ne subit pas de menace militaire immédiate. Elle la quitte à l'automne 1916 pour se joindre à la liste des chanteurs de l'opéra de Lviv. Après un an, elle retourne au Grand Théâtre de Varsovie où elle incarne entre autres Lucia, Marguerite de Valois dans Les Huguenots, et Konstanze dans Die Entführung aus dem Serail.
Après la fin de la Première Guerre mondiale, Sari a beaucoup joué en Amérique du Sud, en particulier depuis 1918, au Teatro Colón de Buenos Aires. En 1921, elle a entrepris une tournée de concerts à travers l'Amérique du Nord, qui comprenait des apparitions au Carnegie Hall de New York et de l'Auditorium Building de l'Université Roosevelt de Chicago. Toscanini l'a invitée à représenter la Reine de la Nuit dans La Flûte enchantée pour l'ouverture de La Scala de la saison 1923-1924.
Au cours de la décennie suivante, elle donne une série de tournées triomphales en Europe et en Amérique du Nord et visite régulièrement la Pologne. En 1934, elle retourne à Varsovie où elle chante fréquemment au Théâtre Wielki. Pendant la Seconde Guerre mondiale, elle a dirigé un studio d'opéra clandestin à Varsovie, et après la guerre, elle a chanté avec les compagnies d'opéra de Wroc?aw et de Cracovie, en plus de donner des concerts et des émissions. Tout en continuant à jouer, elle commença à enseigner en 1936 et avait beaucoup de talent dans ce domaine aussi. Beaucoup de chanteurs célèbres tels que Halina Mickiewiczówna de Larzac, Bogna Sokorska, Urszula Trawi?ska-Moroz, Maria Foltyn est diplômée de sa classe. Elle a pris sa retraite de la scène en 1947, puis a été entièrement consacrée à l'enseignement pendant de nombreuses années.
Elle est décédée à l'âge de 82 ans lors d'un séjour dans un sanatorium à Ciechocinek en 1968.